# ゼルボーニ音楽出版社
ゼルボーニ音楽出版社（ゼルボーニおんがくしゅっぱんしゃ、イタリア語：Edizioni Musicali Suvini-Zerboni）は、イタリアの楽譜出版社。

## 名称
正式名称はズビニ＝ゼルボーニ音楽出版社だが、単にゼルボーニと略されることが多い。

## 略歴
1907年にフランツ・レハールのオペレッタを販売するために設立された。ドナトーニ、ダッラピッコラ、ベリオ、カスティリオーニ、アルド・クレメンティ、デル・コルノ、タッカーニ、モスカなど20世紀のイタリア現代音楽がまとめてここから出版されている。
現在は多くの作曲家を抱えることに成功している。また、楽譜出版だけではなく、「現代のハープ(Bova)」、「16世紀の対位法(Zanolini)」、「バッハ時代の対位法(Zanolini)」、「木管楽器の新しい音(Bartolozzi)」などの教科書、理論書の販売も行なっている。マリー・シェーファーやパウル・ヒンデミットの著書もゼルボーニから翻訳出版された。「国際作曲コンクールの副賞」としての楽譜出版も行なっている。なお、ショット社と同じく「看板作曲家」を揃えている。典型例にルイス・デ・パブロ、イヴァン・フェデレ、ステファーノ・ジェルヴァゾーニ、ジョルジォ・コロンボ・タッカーニなどである。